# Минижуп
Минипола или минижуп (на френски: mini-jupe, буквално „къса пола“) е част от дамското облекло, представляващо много къса пола – права или плисирана с дължина поне 20 см над коляното или 10 см под нивото на задните части. Съществува и така нареченият микрожуп, който е още по-къса пола.
Минижупът през 60-те години на XX век става истински символ на освобождаването на жената. Счита се, че е създаден от английската моделиерка и дизайнерка Мери Кант през 1965 година. Понякога минижупът се свързва с името на френския дизайнер Андре Куреж, който го въвежда във висшата мода в съчетание с високи бели ботуши и колан. Списанието Vogue счита, че създателят на минижупа е Джон Бейтс.
С появяването си минижупът предизвиква сензация и шок. Забранен е в някои страни, защото се счита за неприлично облекло. През 70-те се появяват „миди“ и „макси“ полите с много по-голяма дължина. В средата на 80-те години минижупът започва да се завръща и си пробива пътя към деловото облекло. С навлизането на много жени в бизнеса и на високи позиции късата пола става част от костюма.